# Lille Lise Letpaataa
|  | Denne artikel er oprettet af botten PalnaBot ud fra en ekstern database. Den kan derfor have sproglige fejl eller mangler. Denne skabelon kan fjernes efter kontrol af indholdet. |

Lille Lise Letpaataa er en film instrueret af Lau Lauritzen Sr. efter manuskript af Lau Lauritzen Sr..

## Handling
En sommerdag er et muntert selskab på skovtur. Det er gamle Lund, hans barnebarn, den unge Lise, samt et par journalister, Bent og Tykke, og endelig jomfru Nørlind og Fyrtårnet og Bivognen. Selskabets tilknytningspunkt er naboskabet hjemme på kvisten, hvor Lund giver danseundervisning, og hvor Fy og Bi leverer musikken. Gamle Lunds kongstanke er at få en stor danserinde ud af Lise. Jomfru Nørlind, der er lidt af hvert ved Grand Teatret udvirker, at Lise får sin debut her. En økonomisk vanskelighed, nemlig anskaffelsen af Lises kostumer, påtager Fy og Bi sig i al hemmelighed ved at sælge Bivognens skelet til Zoologisk Museum.